# Psephotellus
Psephotellus — рід папугоподібних птахів родини Psittaculidae. Представники цього роду є ендеміками Австралії.

## Види
Виділяють чотири види:
- Папужка різнобарвний (Psephotellus varius)
- Папужка чорноголовий (Psephotellus dissimilis)
- Папужка золотоплечий (Psephotellus chrysopterygius)
- †Папужка червоноплечий (Psephotellus pulcherrimus)